# شهرستان برک (جورجیا)
شهرستان برک، جورجیا (به انگلیسی: Burke County, Georgia) یک سکونتگاه مسکونی در ایالات متحده آمریکا است که در جورجیا واقع شده‌است.